# Sanford, Virginia
Sanford är en ort i Accomack County i delstaten Virginia, USA.